# Madeleine de Proust
Madeleine de Proust (a volte anche sindrome di Proust) è un termine francese che può designare nella vita quotidiana un oggetto, un gesto, un colore e in particolare un sapore o un profumo, che evocano in noi ricordi del passato.
Il termine deriva dalla madeleine, un dolce tipico francese che ha questo ruolo significativo per il narratore di Alla ricerca del tempo perduto in Dalla parte di Swann, il primo volume del romanzo di Marcel Proust.